# Poindimié
Poindimié – miasto w Nowej Kaledonii (zbiorowości zamorskiej Francji). Ponad 5 tys. mieszkańców. Przemysł spożywczy.